# Manoir de Réal

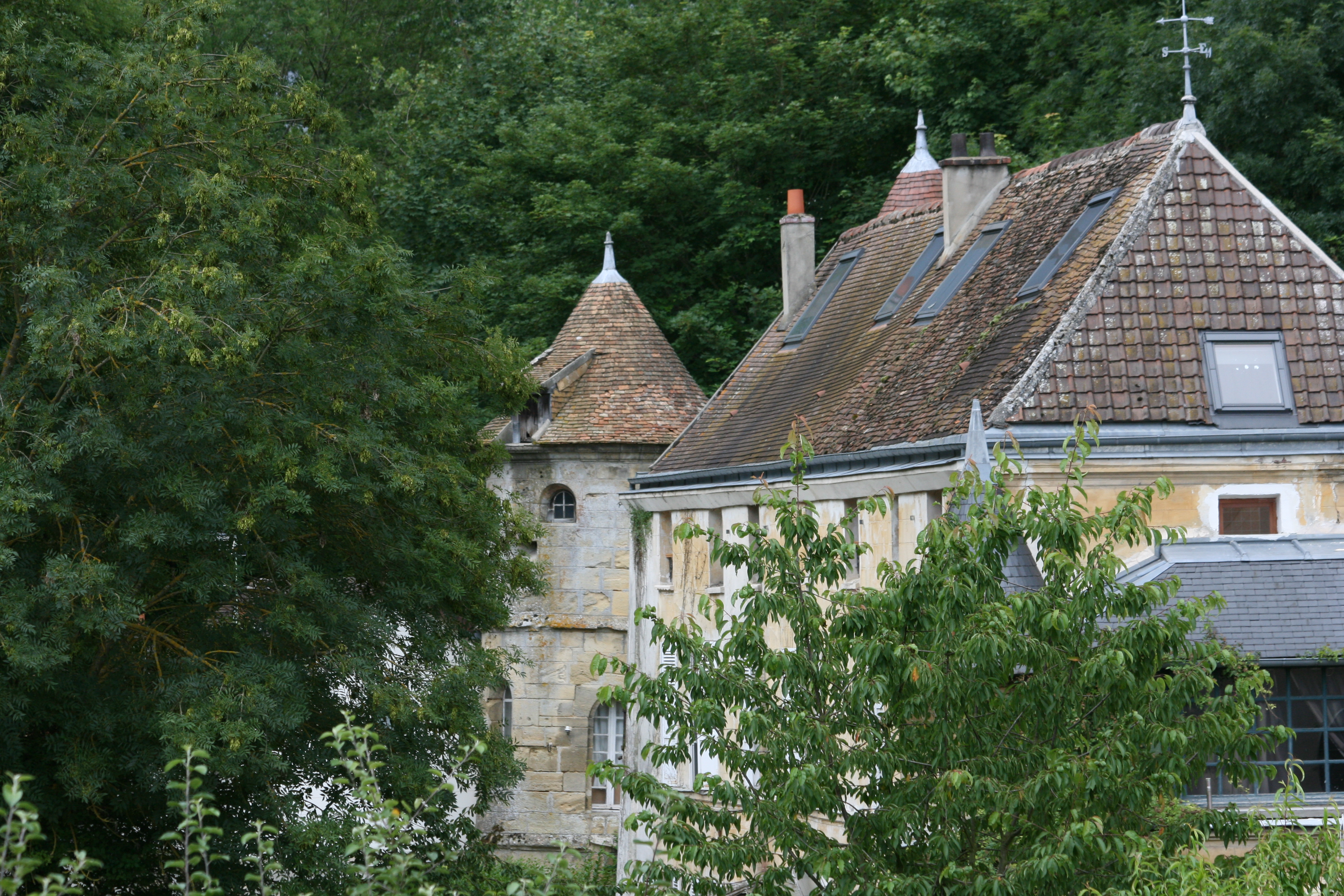
Manoir de Réal in Boissy-l’Aillerie

Das Manoir de Réal in Boissy-l’Aillerie, einer Gemeinde im Département Val-d’Oise in der französischen Region Île-de-France, wurde in der zweiten Hälfte des 16. Jahrhunderts errichtet. Seit 1974 steht das Herrenhaus (französisch manoir) an der Route d’Ableiges (RD 92) als Monument historique auf der Liste der Kulturdenkmäler in Frankreich.

## Geschichte
Das Manoir de Réal befindet sich im Weiler Réal, der im 12. Jahrhundert erstmals genannt wird. Der Ort und die Ländereien befanden sich im 16. Jahrhundert im Besitz von Pierre de Guillon, Intendant von Henri I. de Bourbon. Guillon ließ das Manoir aus dem 13. Jahrhundert vollständig umbauen. Dieser Bau, der im Jahr 1587 abgeschlossen war, blieb bis im 18. Jahrhundert im Besitz der Familie Guillon.

## Beschreibung
Das Herrenhaus, in der Nähe des Flusses Viosne gelegen, besteht aus einem rechteckigen Bau mit zwei bzw. drei Geschossen. Er wird von einem Walmdach bedeckt. Die vier Rundtürme an seinen Ecken sind niedriger als das Hauptgebäude. Die mit Schiefer gedeckten Türme an der östlichen Seite wurden später mit einer geschlossenen Veranda verbunden.